# إصلاح (سياسة)

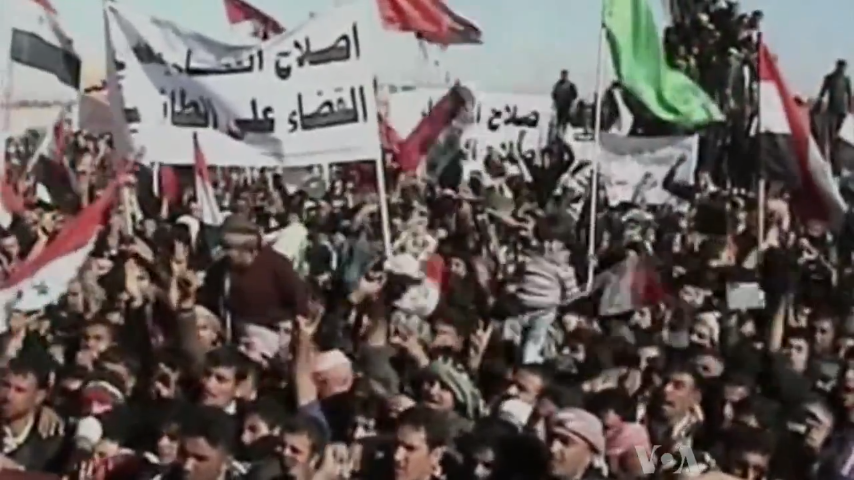
لافتات مرفوعة بمظاهرة تنادي بالإصلاح في العراق

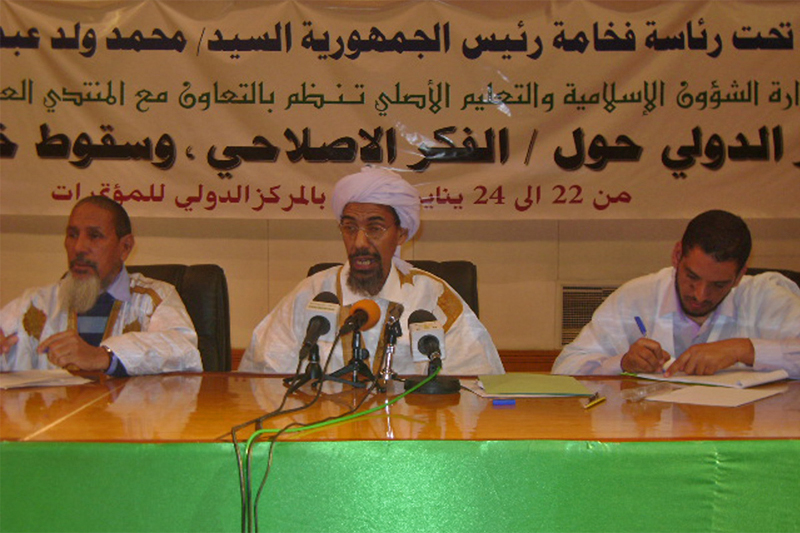
ندوة لعلماء الدين تناقش وسطية الفكر الإصلاحي ونبذ التطرف

الإصلاح والذي يقصد به الإصلاح السياسي هو تحسين وضع أو تعديل ما هو خطأ، أو الفاسد، أو غير المرضي، وما إلى ذلك. تم استخدام المصطلح بالسياق السياسي في أواخر 1700 من قبل حركة كريستوفر ويفل التي سعت للإصلاح البرلماني. و يتميز الإصلاح السياسي عن الثورة كون هذه الأخيرة تسعى للتغيير الشامل والجذري، في حين أن الإصلاح يهدف لمعالجة بعض المشاكل والأخطاء الجادة دون المساس بأساسيات النظام. و بهذا فإن الإصلاح يسعى لتحسين النظام القائم دون الإطاحة به بالمجمل ويعد الإصلاح ضرورة في البلدان النامية لتحسين مستوى المعيشة ويتم غالباً بدعم من المؤسسات المالية الدولية ووكالات المعونةو يمكن أن يتضمن إصلاح السياسات الاقتصادية، والخدمات المدنية، والإدارة المالية العامة.

## راجع أيضا
- حزب الإصلاح (توضيح)